# Kiriłł Dienisow
Kiriłł Dienisow (ros. Кирилл Денисов; ur. 25 stycznia 1988 w Czelabińsku, ZSRR) – rosyjski judoka, wicemistrz świata, mistrz Europy, mistrz Igrzysk europejskich z 2015 roku.
Największym sukcesem zawodnika jest srebrny medal mistrzostw świata w 2009 roku w Rotterdamie w kategorii do 90 kg. Rok później, w Tokio oraz w 2013 w Rio de Janeiro zajął 3. miejsce i zdobył brązowy medal w tej samej kategorii.
W 2012 startował na igrzyskach olimpijskich w Londynie, na których przegrał w półfinale z Asley Gonzálezem z Kuby. W pojedynku o brązowy medal uległ Japończykowi Masashi Nishiyama.
W 2015 roku zdobył złoty medal Igrzysk Europejskich w 2015 roku w kategorii do 90 kg, pokonując w finale Gruzina Warlam Liparteliani. W konkursie drużynowym zajął, wraz z reprezentacją, trzecie miejsce.